# Piero Pasinati
Pietro «Piero» Pasinati (pronunciación en italiano: /ˈpjɛː(t)ro paziˈnaːti/; Trieste, 21 de julio de 1910-ibídem, 15 de noviembre de 2000) fue un jugador y entrenador de fútbol italiano. En su etapa como jugador profesional se desempeñaba como centrocampista.
Es el jugador que más partidos disputó con la camiseta del Triestina.
Tras finalizar su carrera como entrenador, trabajó en la cristalería de su familia en su ciudad natal hasta unos meses antes de su fallecimiento.

## Selección nacional
Fue internacional con la selección de fútbol de Italia en 11 ocasiones y convirtió 5 goles. Formó parte de la selección campeona del mundo en 1938.

### Participaciones en Copas del Mundo
| Mundial                        | Sede    | Resultado | Partidos | Goles |
| ------------------------------ | ------- | --------- | -------- | ----- |
| Copa Mundial de Fútbol de 1938 | Francia | Campeón   | 1        | 0     |

## Clubes

### Como jugador
| Club         | País   | Año       |
| ------------ | ------ | --------- |
| Triestina    | Italia | 1928-1939 |
| Milan        | Italia | 1939-1940 |
| Novara       | Italia | 1940-1941 |
| Triestina    | Italia | 1941-1946 |
| Cremonese    | Italia | 1946-1947 |
| San Giovanni | Italia | 1948-1949 |

### Como entrenador
| Club           | País   | Año       |
| -------------- | ------ | --------- |
| Cremonese      | Italia | 1946-1947 |
| Ponziana       | Italia | 1950-1951 |
| Padova         | Italia | 1952      |
| Triestina      | Italia | 1955-1957 |
| Catanzaro      | Italia | 1957-1961 |
| Crotone        | Italia | 1961-1962 |
| Salernitana    | Italia | 1962      |
| Sambenedettese | Italia | 1962-1963 |
| Savona         | Italia | 1963-1964 |
| Empoli         | Italia | ¿-?       |

## Palmarés

### Como jugador

#### Copas internacionales
| Título                 | Selección | Sede    | Año  |
| ---------------------- | --------- | ------- | ---- |
| Copa Mundial de Fútbol | Italia    | Francia | 1938 |

### Como entrenador

#### Campeonatos nacionales
| Título             | Club      | País   | Año  |
| ------------------ | --------- | ------ | ---- |
| Serie C (Girone B) | Catanzaro | Italia | 1959 |